# 艾达·耶斯彼卡
艾达·耶斯彼卡（英語：Aída María Yéspica Jaime，1982年7月15日—）出生于委内瑞拉拉臘州巴基西梅托，是一名委内瑞拉电视主持人、模特、前选美选手。

## 生平
1982年，耶斯彼卡出生在委内瑞拉拉臘州巴基西梅托。2002年，她参加“委内瑞拉小姐”选美大赛，当时她代表亚马逊州，尽管最后鲁伊兹获胜，但是新闻媒体却更多的是报道耶斯彼卡，尤其是她的身高和三围数据。2003年，她搬迁至意大利的米兰开始自己的职业生涯，多次登上《绅士季刊》和《美信》，并且出现在时尚电视节目中担任嘉宾或主持人。

## 感情生活
2008年11月27日，耶斯彼卡的儿子诞生，名叫“阿伦”，这是她和足球运动员马特奥·费拉里的儿子。2009年1月，她和费拉里分手之后，独自一人生活在土耳其。耶斯彼卡和阿德里安·穆图也有感情关系。2011年4月，她一直居住在西班牙，之前和菲利普·普来因恋爱。2012年7月，耶斯彼卡嫁给了委内瑞拉的律师莱昂纳多·冈萨雷斯。